# Simon Gipps-Kent
Simon Gipps-Kent, född 25 oktober 1958, död 16 september 1987, var en brittisk skådespelare. 
Gipps-Kent var en framgångsrik barnskådespelare på film, TV samt den brittiska teaterscenen under 1970-talet. Han medverkade i ett stort antal brittiska TV-produktioner under 1970- och 1980-talet. 
Gipps-Kent dog av en morfinöverdos i London 1987, 28 år gammal. Utredningen kring hans död lyckades aldrig fastställa om det var mord, självmord eller en olyckshändelse låg bakom dödsfallet. Hans aska är spridd på The Crocus Lawn vid Golders Green Crematorium i London.

## Filmografi i urval
- 1982 – Svarte orm (TV-serie)
- 1980 – Att tjäna dem i alla mina dagar (TV-serie)
- 1979 – Doctor Who (TV-serie)
- 1979 – Quadrophenia
- 1977 – Midnight Is a Place (TV-serie)
- 1975 – Edward the Seventh (TV-serie)
- 1974 – Lysande utsikter (TV-serie) (TV-serie)
- 1974 – The Tomorrow People (TV-serie)